# 荘助
荘 助（そう じょ、? - 紀元前122年）は、前漢の人。会稽郡呉県の人。漢の武帝の側近。呉王劉濞や梁王劉武に仕えた遊説の士荘忌の子とも同族とも言う。姓の「荘」が後漢の明帝の名であるため、『漢書』等では諱を避けて「厳助」と表記している。

## 略歴
郡の賢良に推挙され、その能力を計る試験（対策）において武帝は荘助の答えを良いと思い、彼を中大夫に抜擢した。朱買臣・吾丘寿王・司馬相如・主父偃・東方朔・終軍など共に武帝の側近として仕えた。その中でも荘助は特に任用され、最初に世に出た。
建元3年（紀元前138年）、閩越が東甌を攻めた時、東甌は漢に助けを求めた。武帝が太尉田蚡に尋ねたところ、田蚡は「越の人間が攻撃しあうのはいつものことであり、中国が助けにいくまでもない」と答えたが、荘助が反論した。武帝は田蚡の案に反対して荘助に節を持たせて会稽に派遣した。会稽太守は法を盾に兵を出そうとしなかったので司馬を斬って見せしめにし、兵を出させて東甌を救援に行ったが、到着する前に閩越が兵を引いた。
その3年後、閩越は南越を攻めた。南越は漢との約束を守り、勝手に兵を出さずに漢に報告したので、武帝は約束を守った事を評価した。武帝は将軍2人を派遣して閩越を討たせた。淮南王劉安がそれを諌めたが、閩越は漢の兵が到着する前に王の騶郢の弟の騶余善が騶郢を殺して漢に降伏した。武帝は南越に自分の意思を伝え、また淮南王劉安を嘉するため、荘助を派遣した。南越は太子を荘助に随行させて漢への人質とした。淮南王劉安は荘助と親交を結んだ。
その後、武帝が荘助に対し郷里である会稽に居た時の事を尋ねると、荘助は「家が貧しく、友人に侮辱されました」と答えた。武帝が望む事はないかと尋ねると、会稽太守になることを願った。そこで荘助は会稽太守に任命された。しかし会稽からは数年間何も言ってこなかった。そこで武帝は荘助に「縦横家の言葉ではなく、『春秋』により答えよ」と釈明させた。荘助は「周の襄王は母に仕える事が出来なかったために王として扱われませんでした。臣下が君主に仕える事も、子が父母に仕えることと同じ事です。三年分の報告を私自ら行かせてください」と答えた。武帝は許し、荘助は長安へ行くとそのまま侍中となった。その後、何か不思議なことがあるとそのたびに文章を作り、また賦頌数十篇を作った。
淮南王劉安が漢に入朝した際、淮南王劉安は荘助に贈り物をし、彼と密かに議論した。元狩元年（紀元前122年）、淮南王劉安の謀反が発覚すると、荘助とのかかわりも発覚した。武帝は荘助の罰を軽くしようと思ったが、廷尉張湯は「皇帝の腹心でありながら諸侯と私的に交際するのを誅殺しなければ、今後統治することができません」と反対したため、荘助は処刑された。
後漢末に孫策と争って敗れた呉の山賊厳虎（厳白虎）は荘助の子孫ではないかと歴史学者の石井仁は考えている。厳虎は数万人の衆を擁しており、呉の孫策と争って敗れたために山賊と言われるが、城も構えており実際は豪族であったらしい。石井によれば『太平寰宇記』に「豪族厳白虎」の城趾の記載があるという。